# Eurysa immunda
Eurysa immunda är en insektsart som beskrevs av Géza Horváth 1916. Eurysa immunda ingår i släktet Eurysa och familjen sporrstritar. Inga underarter finns listade i Catalogue of Life.